# Herbert Vorgrimler
Herbert Vorgrimler (* 4. Januar 1929 in Freiburg im Breisgau; † 12. September 2014 in Münster, Westfalen) war ein deutscher römisch-katholischer Theologe, Priester und Autor. Als Schüler von Karl Rahner war ihm dessen theologisches Erbe wichtig.

## Leben
Vorgrimler studierte Theologie und Philosophie in Freiburg i. Br. und Innsbruck. 1953 empfing er die Priesterweihe. 1958 erfolgte die Promotion bei Karl Rahner im Fach Dogmatik. Daran anschließend wurde Vorgrimler wichtigster Mitarbeiter am von Rahner herausgegebenen zehnbändigen Lexikon für Theologie und Kirche, später „Schriftleiter“ für den dreibändigen Kommentar zu den Beschlüssen des Zweiten Vatikanischen Konzils. Im Auftrag Papst Pauls VI. führte er den Dialog mit Freimaurern. 1968 wurde er Professor für Dogmatik an der Staatlich-Theologischen Fakultät Luzern.
Von 1968 bis 1974 war er Mitarbeiter von Kardinal Franz König im vatikanischen Sekretariat für die Nichtglaubenden. Von 1972 bis 1994 war er Ordinarius für Dogmatik und Dogmengeschichte an der Westfälischen Wilhelms-Universität in Münster; sein Lehrer Rahner hatte diesen Lehrstuhl bis 1971 inne. Vorgrimler diente der Fakultät in Münster lange Jahre als Dekan und Geschäftsführender Direktor der theologischen Seminare.
Vorgrimler war Consultor des Päpstlichen Sekretariates für die Nichtglaubenden, dessen Aufgabe vor allem der Dialog mit dem Atheismus ist; mit Rahner war er Herausgeber der Internationalen Dialog-Zeitschrift, die sich unter seiner Redaktion zum Forum eines kritischen Dialogs zwischen Christentum und Marxismus, Theismus, Theologie und Soziologie sowie Philosophie und Politologie entwickelte; sie war für den wissenschaftlichen Dialog zwischen Ost und West eine außerordentlich bedeutsame Publikation.
Seit seiner Emeritierung 1994 widmete Vorgrimler sich zusätzlich zu seinen wissenschaftlichen Arbeiten verstärkt pastoralen Aufgaben. Er arbeitete ehrenamtlich als Klinikseelsorger im Clemenshospital in Münster.

## Lehre und Publikationen
In seiner Lehre hat sich Vorgrimler konsequent um eine Erläuterung und Weiterführung der Theologie Rahners bemüht. In dessen Nachfolge betrieb Vorgrimler eine Theologie, die sich intensiv mit dem II. Vatikanischen Konzil auseinandersetzte. Vorgrimler war Mitherausgeber der Sämtlichen Werke Rahners und hat mehrere Bände in dieser Reihe ediert.
Nicht wenige seiner zahlreichen Bücher sind inzwischen theologische Standardwerke, wie etwa das Kleine theologische Wörterbuch, das Kleine Konzilskompendium (2008 in der 35. Auflage erschienen), der Band über die Sakramente der Buße und Krankensalbung im Handbuch der Dogmengeschichte, seine Bücher zur Gotteslehre, Sakramententheologie und zur Theologie des Todes. 1993 erschien sein umfangreiches Werk zur Geschichte der Hölle. Die meisten seiner Bücher sind in mehreren Auflagen erschienen. Seit 1997 veröffentlicht der Oros-Verlag in Altenberge seine Aufsätze und Vorträge; unter dem Titel Wegsuche. Kleine Schriften zur Theologie sind zwei Bände erschienen.

## Schriften
- Das Zweite Vatikanische Konzil. Dokumente und Kommentare. 3 Ergänzungsbände zum Lexikon für Theologie und Kirche. Schriftleitung H. Vorgrimler; Herder, Freiburg i.Br. 1966–1968.
- K. Rahner, H. Vorgrimler: Kleines Konzilskompendium. Alle Konstitutionen, Dekrete und Erklärungen des Zweiten Vaticanums in der bischöflich beauftragten Übersetzung. 35. Auflage. Herder, Freiburg i.Br. 2008, ISBN 978-3-451-29991-9.
- K. Rahner, H. Vorgrimler: Kleines Theologisches Wörterbuch. Herder, Freiburg i.Br. 1961, (neu bearbeitet mit Kuno Füssel; seit 10. Auflage 1976, ISBN 3-451-08841-X)
- Der Tod im Denken und Leben des Christen. 2. Auflage. Patmos, Düsseldorf 1980, ISBN 3-491-77391-1.
- Buße und Krankensalbung. In: Handbuch der Dogmengeschichte, Band IV/3. Herder, Freiburg i. Br. 1978, ISBN 3-451-00730-4.
- Hoffnung auf Vollendung. Aufriß der Eschatologie. 2. Auflage. 1984, Freiburg i. Br. 1980, ISBN 3-451-02090-4.
- Wir werden auferstehen. 3. Auflage. Herder, Freiburg i. Br. 1984, ISBN 3-451-07888-0.
- Jesus – Gottes und des Menschen Sohn. Herder, Freiburg i. Br. 1984, ISBN 3-451-08107-5.
- Theologische Gotteslehre. Patmos, Düsseldorf 1985, 3. Auflage. 1992, ISBN 3-491-69053-6.
- Sakramententheologie. Patmos, Düsseldorf 1987, 3. Auflage. 1992, ISBN 3-491-69052-8.
- Geschichte der Hölle. 2. Auflage. Fink, München 1994, ISBN 3-7705-2848-4.
- Gottesgedanken – Menschenwege. Meditationen und theologische Besinnungen. Oros, Altenberge 1996, ISBN 3-89375-138-6.
- Wegsuche – Kleine Schriften zur Theologie. (= MThA 49). Bd. I. Altenberge 1997
- Wegsuche – Kleine Schriften zur Theologie. (= MThA 49). Bd. II. Altenberge 1998
- Wiederkehr der Engel? Ein altes Thema neu durchdacht. 2. Auflage. Butzon & Bercker, Kevelaer 1994, ISBN 3-7666-9752-8.
- Auf dem Weg zum göttlichen Geheimnis. Meditationen und theologische Besinnungen. Butzon & Bercker, Kevelaer 2000, ISBN 3-7867-8318-7.
- Karl Rahner verstehen. Eine Einführung. Butzon & Bercker, Kevelaer 2002, ISBN 3-7867-8416-7.
- Gott – Vater, Sohn und Heiliger Geist. 3. Auflage. Aschendorff, Münster 2005, ISBN 3-402-03431-X.
- Engel – Erfahrungen göttlicher Nähe. Zusammen mit Th. Sternberg und U. Bernauer. Freiburg i. Br. 2001, ISBN 3-451-27734-4.
- Karl Rahner. Gotteserfahrung im Leben und Denken. Primus, Darmstadt 2004, ISBN 3-89678-489-7.
- Neues Theologisches Wörterbuch. Herder, Freiburg i.Br. 2000 (mit CD-ROM), 6. erweiterte Auflage. Freiburg i. Br. 2008, ISBN 978-3-451-29934-6.
- Theologie ist Biographie. Erinnerungen und Notizen. Aschendorff, Münster 2006, ISBN 3-402-00423-2.
- „… und das ewige Leben. Amen!“ Christliche Hoffnung über den Tod hinaus. Aschendorff, Münster 2007, ISBN 978-3-402-00228-5.
- Wiederkehr der Engel, erweiterte Neuauflage. Kevelaer 2008, ISBN 978-3-8367-0653-7.
- Geschichte des Paradieses und des Himmels. München 2008, ISBN 978-3-7705-4163-8.
- Karl Rahner. Zeugnisse seines Lebens und Denkens. TOPOS-Taschenbuch, Kevelaer 2011, ISBN 978-3-8367-0416-8.

## Festschriften
- Und dennoch ist von Gott zu reden. Festschrift für Herbert Vorgrimler, herausgegeben von Matthias Lutz-Bachmann. Herder, Freiburg i. Br. 1994, ISBN 3-451-23331-2.
- Gotteswege. Für Herbert Vorgrimler, herausgegeben von Ralf Miggelbrink, Dorothea Sattler und Erich Zenger. Ferdinand Schöningh, Paderborn 2009, ISBN 978-3-506-76867-4.